# Jeune Mère
Jeune Mère est une sculpture en bronze d'Auguste Rodin à patine brune et verte, conçue en 1885 et coulée par la Fonderie Rudier. Une première édition est actuellement exposée au musée Soumaya. D'autres versions de l'œuvre subsistent en marbre à la National Gallery of Scotland et en plâtre au California Palace of the Legion of Honor à San Francisco.
Elle montre une jeune femme assise sur un rocher et reposant un enfant sur ses genoux. Elle a été présentée dans la moitié inférieure de La Porte de l'Enfer et pourrait être un précurseur de la Jeune mère dans la grotte.